# 류사오린
류사오린(중국어 간체자: 刘少林, 정체자: 劉少林, 병음: Liú Shàolín, 한자음: 유소림, 중국어 발음: [ljǒʊ ʂâʊ lǐn], 1995년 11월 20일~)은 헝가리 태생 중화인민공화국의 쇼트트랙 선수이다. 헝가리어 이름은 류 사오린 샨도르(헝가리어: Liu Shaolin Sándor)이며 헝가리 쇼트트랙 국가대표 선수로 활동하다가 중화인민공화국 국가대표 선수로 활동하고 있다.
헝가리 쇼트트랙 국가대표로 활동할 당시 2018년 동계 올림픽 남자 쇼트트랙 5000m 계주 부문에서 금메달을 획득하여 헝가리 최초의 동계 올림픽 금메달을 획득했다. 또한 2022년 동계 올림픽 2000m 혼성 계주에서 동메달을 획득했으며 세계 선수권 대회에서 금메달 2개, 은메달 5개, 동메달 3개를 획득했다.
2022년 11월 동생 류사오앙과 함께 헝가리에서 중화인민공화국으로 귀화했고 2023년부터 중화인민공화국 쇼트트랙 국가대표로 국제 대회에 출전하고 있다. 그는 중국 국가대표 선수로서 세계 선수권 대회 금메달 1개를 획득했다.

## 개인사
중국인 아버지와 헝가리인 어머니 사이에서 태어났으며 쇼트트랙 선수인 류사오앙의 형이다.

## 수상
- 헝가리 올해의 스포츠인(2018년)
- 헝가리 올해의 빙상 선수(2014년, 2016년, 2018년, 2019년)
- 주글로 명예구민(2018년)

### 수훈
- 사령관십자 헝가리 공화국 공로장(2022년)
- 장교십자 헝가리 공화국 공로장(2018년)